# Церковь Казанской иконы Божией Матери (Суздаль)
Церковь Казанской иконы Божией Матери, или Казанская церковь — зимняя церковь на Торговой площади Суздаля рядом с Торговыми рядами, построенная в 1739 году. В нескольких десятках метров от неё расположена парная летняя Воскресенская церковь (1720).
Казанская церковь была пристроена к Воскресенской и многократно перестраивалась. К двухклетному невысокому каменному храму с глубокой апсидой с восточной стороны примыкает небольшой придел. Храм и придел увенчаны небольшими луковичными главками на невысоких барабанах. Церковь интересна кружевным металлическим гребнем на коньке крыши.

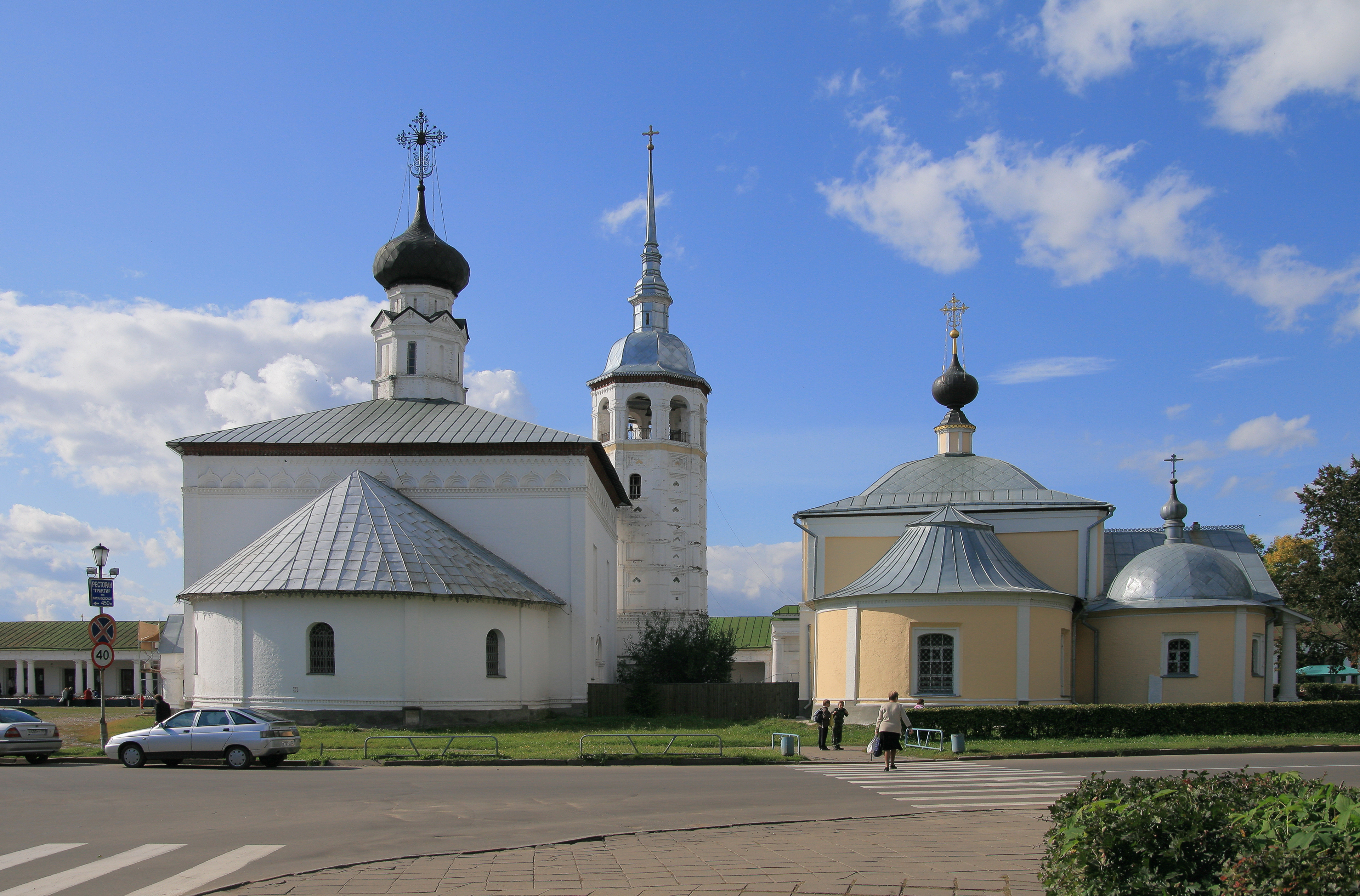
Воскресенская и Казанская церкви на Торговой площади

Обращает на себя внимание продуманное разнообразие форм покрытий алтарных апсид ансамбля Казанской и Воскресенской церквей: прямой скат апсиды Воскресенской церкви удачно дополняется изогнутым фигурным покрытием апсиды Казанской церкви и сферическим покрытием придела.
В храме находятся мощи святителей Иоанна и Феодора Суздальских. Кроме того, по предположениям местных краеведов, в здании Казанской церкви мог быть похоронен ключарь Рождественского монастыря Анания Фёдоров, написавший в 1770-х годах «Историческое собрание о богоспасаемом граде Суждале».
В 2019-2021 года храм был полностью отреставрирован и заново расписан на пожертвования благотворителя Александра Геннадьевича Шишкина. 1 мая 2022 года митрополит Владимирский и Суздальский Тихон (Емельянов) возглавил чин великого освящения храма